# Mike Perry
Michael Joseph Perry (nacido el 15 de septiembre de 1991) es un artista marcial mixto estadounidense y boxeador a puño limpio estadounidense que actualmente compite en la categoría de peso mediano en Bare Knuckle Fighting Championship (BKFC).

## Primeros años
Perry nació en Flint, Míchigan, y creció allí con su padre, que estaba en la Marina en Apopka, Florida, con su madre. Perry también tiene dos hermanas y un hermano. Al ser de los pocos estudiantes de raza blanca en las escuelas a las que asistió, Perry aprendió a defenderse desde una edad temprana. Perry comenzó a entrenar a los 11 años y fue campeón estatal amateur de Muay Thai en Florida.

## Vida personal
Perry se casó con la tenista profesional Danielle Nickerson en 2019, después de cinco años de noviazgo. Se separaron en 2020.  Para su pelea contra Mickey Gall en junio de 2020, la esquina de Perry estaba formada únicamente por su novia Latory González.  El 6 de enero de 2021, González dio a luz a su primer hijo. 

## Carrera en las artes marciales mixtas

### Inicios
Perry hizo su debut profesional en septiembre de 2014, después de completar 11 peleas como amateur con un récord de 8-3. Compitió en varias promociones regionales en los Estados Unidos. En poco menos de dos años, peleó nueve veces terminando todos sus combates a través de KO/TKO.

### Ultimate Fighting Championship
Perry hizo su debut en el UFC con poca anticipación contra Lim Hyun-gyu el 20 de agosto de 2016, en el UFC 202, después de que Sultan Aliev se retirara debido a una lesión. En el pesaje oficial, Perry simuló un apretón de manos con Lim y luego levantó las manos como un boxeador de la vieja escuela gritándole a Lim: "Pensabas que tenías un amigo", antes de gritar apasionadamente a su oponente. Derrotó a Lim por nocaut técnico en la primera ronda luego de que Perry lo derribara dos veces con la mano derecha, lo derribara nuevamente con un gancho de izquierda y luego lo siguiera golpeando antes de que el árbitro saltara para pararlo.
Perry se enfrentó a Danny Roberts el 8 de octubre de 2016 en UFC 204. En el pesaje oficial, Perry tomó un bocado de una barra de chocolate y luego le dijo a Roberts que se lo comería vivo. Derrotó a Roberts por KO al final de la tercera ronda. El árbitro Marc Goddard pareció detener la pelea tarde, emitiendo una disculpa después del evento a través de Twitter.
Perry se enfrentó a Alan Jouban, el 17 de diciembre de 2016, en UFC on Fox 22. En el pesaje oficial, Perry tomó una foto polaroid de Jouban y luego intentó entregarle la foto mientras intercambiaban palabras, pero Jouban la apartó con la mano y Perry fingió un movimiento agresivo hacia él mientras sacaba la lengua. Cuando Perry salió del escenario, Jouban simuló una patada en su dirección que no tenía ninguna posibilidad de golpear el objetivo. Perdió la pelea por decisión unánime.
Perry se enfrentó a Jake Ellenberger el 22 de abril de 2017 en UFC Fight Night 108. Derrotó a Ellenberger por KO en la segunda ronda después de que Perry lo derribara con un gancho de izquierda a principios de la segunda ronda. Perry recibió el premio de $ 50,000 a la Actuación de la Noche.
Se esperaba que Perry se enfrentara a Thiago Alves el 16 de septiembre de 2017, en UFC Fight Night 116. Alves fue retirado del evento y fue reemplazado por el recién llegado Alex Reyes. Ganó la pelea por nocaut. La victoria también le valió a Perry su segundo premio a la Actuación de la Noche.
Perry se enfrentó y perdió contra Santiago Ponzinibbio el 16 de diciembre de 2017 en UFC on Fox: Lawler vs. dos Anjos.
Perry enfrentó a Max Griffin el 24 de febrero de 2018 en UFC on Fox: Emmett vs. Stephens. Perdió la pelea por decisión unánime.
Se esperaba que Perry enfrentara a Yancy Medeiros el 7 de julio de 2018 en el UFC 226. Sin embargo, Medeiros se retiró de la pelea el 27 de junio debido a una lesión en las costillas. Al día siguiente, se anunció que Paul Felder le reemplazaría para enfrentar a Perry en una pelea de peso wélter en el mismo evento. Ganó la pelea por decisión dividida.
Perry se enfrentó a Donald Cerrone el 10 de noviembre de 2018 en UFC Fight Night 139. Perry perdió la pelea por sumisión en la primera ronda, siendo la primera vez que Perry es finalizado en una pelea profesional de artes marciales mixtas.

## Boxeo a puño limpio carrera
El 26 de octubre de 2021, se anunció que Mike Perry firmó un contrato con Bare Knuckle Fighting Championship (BKFC) después de que expirara su contrato con UFC. 
El 27 de noviembre de 2021, Perry se enfrentó al boxeador Michael Seals en una cartelera de boxeo vs MMA promovida por Triller que contó con otros veteranos de UFC, con luchadores que usaban guantes de MMA en lugar de guantes de boxeo tradicionales. Perry ganó la pelea por decisión dividida.
Perry hizo su debut en peso mediano contra Julian Lane en Bare Knuckle Fighting Championship: Knucklemania 2 el 19 de febrero de 2022. Después de derribar a Lane en el primer asalto, Perry ganó la pelea por decisión unánime. Esta pelea le valió el premio Pelea de la Noche. 
Perry enfrentó al veterano de Bellator MMA, Michael Page, el 20 de agosto de 2022, en el evento principal de Bare Knuckle Fighting Championship 27: Londres. Después de que las primeras cinco rondas terminaron en un empate dividido, Perry ganó la sexta ronda para ganar la pelea por decisión mayoritaria.
Perry enfrentó al ex campeón de peso mediano de UFC Luke Rockhold el 29 de abril de 2023 en el evento principal de Bare Knuckle Fighting Championship 41: Colorado y ganó por nocaut técnico cuando Rockhold se retiró durante la pelea.
Perry enfrentó al ex campeón de peso ligero de UFC Eddie Alvarez por el campeonato simbólico "Rey de la Violencia" el 2 de diciembre de 2023 en BKFC 56. Ganó por nocaut técnico debido a un paro en una esquina después del segundo asalto.
Perry enfrentó al ex Campeón de Peso Mediano de BKFC, Thiago Alves, en el evento principal de BKFC Knucklemania IV en Los Ángeles el 27 de abril de 2024. Ganó por nocaut en el primer asalto.

## Grappling

### Submission Underground
El 23 de febrero de 2020, Perry se enfrentó a Al Iaquinta en una competencia de lucha en el evento Submission Underground 11 de Chael Sonnen .  Ganó el partido gracias al tiempo de escape más rápido.

## Boxeo
El 28 de marzo de 2015, Perry peleó en su debut como boxeador profesional contra Kenneth McNeil. Perry perdió la pelea por nocaut en el cuarto asalto.
El 27 de noviembre de 2021, Perry enfrentó al boxeador profesional Michael Seals en "Triller Triad Combat", en el que los luchadores de MMA boxearon entre sí en un ring triangular, y ganó la pelea por decisión dividida.
Perry fue el peleador suplente para la pelea de boxeo entre Jake Paul y Tommy Fury del 26 de febrero de 2023.
Perry fue el peleador suplente de la pelea de boxeo entre Logan Paul y Dillon Danis del 14 de octubre de 2023.
Se informó el 11 de junio de 2024 que Perry está programado para enfrentar a Jake Paul en una pelea de boxeo profesional el 20 de julio de 2024 después de que Mike Tyson, el oponente original de Jake Paul, tuvo que posponer la pelea. El 18 de junio de 2024 se confirmó la pelea Paul vs. Perry para el 20 de julio en el Amalie Arena en Tampa, FL.

## Campeonatos y logros
- Ultimate Fighting Championship
  - Actuación de la Noche (dos veces)
  - Pelea de la Noche (dos veces)

## Récord en artes marciales mixtas
| Resultado | Récord | Oponente             | Método                            | Evento                                       | Fecha                    | Ronda | Tiempo | Localización               | Notas                  |
| --------- | ------ | -------------------- | --------------------------------- | -------------------------------------------- | ------------------------ | ----- | ------ | -------------------------- | ---------------------- |
| Derrota   | 14–8   | Daniel Rodriguez     | Decisión (unánime)                | UFC on ABC: Vettori vs. Holland              | 10 de abril de 2021      | 3     | 5:00   | Las Vegas, Nevada          |                        |
| Derrota   | 14–7   | Tim Means            | Decisión (unánime)                | UFC 255                                      | 21 de noviembre de 2020  | 3     | 5:00   | Las Vegas, Nevada          | Peso acordado (175 lb) |
| Victoria  | 14–6   | Mickey Gall          | Decisión (unánime)                | UFC on ESPN: Poirier vs. Hooker              | 27 de junio de 2020      | 3     | 5:00   | Las Vegas, Nevada          |                        |
| Derrota   | 13–6   | Geoff Neal           | TKO (patada a la cabeza y golpes) | UFC 245                                      | 14 de diciembre de 2019  | 1     | 1:30   | Paradise, Nevada           |                        |
| Derrota   | 13–5   | Vicente Luque        | Decisión (dividida)               | UFC Fight Night: Shevchenko vs. Carmouche 2  | 10 de agosto de 2019     | 3     | 5:00   | Montevideo                 | Pelea de la Noche.     |
| Victoria  | 13–4   | Alex Oliveira        | Decisión (unánime)                | UFC Fight Night: Jacaré vs. Hermansson       | 27 de abril de 2019      | 3     | 5:00   | Sunrise, Florida           | Pelea de la Noche.     |
| Derrota   | 12–4   | Donald Cerrone       | Sumisión (armbar)                 | UFC Fight Night: Korean Zombie vs. Rodríguez | 10 de noviembre de 2018  | 1     | 4:45   | Denver, Colorado           |                        |
| Victoria  | 12–3   | Paul Felder          | Decisión (dividida)               | UFC 226                                      | 7 de julio de 2018       | 3     | 5:00   | Paradise, Nevada           |                        |
| Derrota   | 11–3   | Max Griffin          | Decisión (unánime)                | UFC on Fox: Emmett vs. Stephens              | 24 de febrero de 2018    | 3     | 5:00   | Orlando, Florida           |                        |
| Derrota   | 11–2   | Santiago Ponzinibbio | Decisión (unánime)                | UFC on Fox: Lawler vs. dos Anjos             | 16 de diciembre de 2017  | 3     | 5:00   | Winnipeg, Manitoba         |                        |
| Victoria  | 11–1   | Alex Reyes           | KO (rodillazo)                    | UFC Fight Night: Rockhold vs. Branch         | 16 de septiembre de 2017 | 1     | 1:19   | Pittsburgh, Pensilvania    | Actuación de la Noche. |
| Victoria  | 10–1   | Jake Ellenberger     | KO (codazo)                       | UFC Fight Night: Swanson vs. Lobov           | 22 de abril de 2017      | 2     | 1:05   | Nashville, Tennessee       | Actuación de la Noche. |
| Derrota   | 9–1    | Alan Jouban          | Decisión (unánime)                | UFC on Fox: VanZant vs. Waterson             | 17 de diciembre de 2016  | 3     | 5:00   | Sacramento, California     |                        |
| Victoria  | 9–0    | Danny Roberts        | TKO (rodillazo y golpes)          | UFC 204                                      | 8 de octubre de 2016     | 3     | 4:40   | Mánchester                 |                        |
| Victoria  | 8–0    | Hyun Gyu Lim         | TKO (golpes)                      | UFC 202                                      | 20 de agosto de 2016     | 1     | 3:38   | Las Vegas, Nevada          |                        |
| Victoria  | 7–0    | David Mundell        | KO (golpes)                       | Battleground: Perry vs. Mundell              | 14 de mayo de 2016       | 2     | 4:10   | Kissimmee, Florida         |                        |
| Victoria  | 6–0    | Frank Carrillo       | KO (golpe)                        | Square Ring Promotions: Island Fights 37     | 11 de marzo de 2016      | 1     | 3:40   | Pensacola, Florida         |                        |
| Victoria  | 5–0    | Jon Manley           | TKO (rodillazos y golpes)         | Premier FC 18                                | 14 de noviembre de 2015  | 2     | 3:32   | Springfield, Massachusetts |                        |
| Victoria  | 4–0    | Michael Roberts      | KO (golpes)                       | Bahamas Open Martial Arts Championship 2     | 29 de agosto de 2015     | 1     | 5:16   | New Providence             |                        |
| Victoria  | 3–0    | Preston Parsons      | TKO (golpes)                      | House of Fame 3: Riverside Beatdown          | 10 de julio de 2015      | 1     | 4:49   | Jacksonville, Florida      |                        |
| Victoria  | 2–0    | James Rodriguez      | KO (golpes)                       | Florida Championship Fighting                | 30 de enero de 2015      | 1     | 2:22   | Orlando, Florida           |                        |
| Victoria  | 1–0    | Hector Tirado        | KO (golpes)                       | Top Alliance Combat 3                        | 6 de septiembre de 2014  | 1     | 3:52   | McDonough, Georgia         |                        |

## Récord en boxeo a puño limpio
| Record Profesional | Record Profesional | Record Profesional |
| 5 peleas           | 5 Victorias        | 0 Derrotas         |
| Nocaut             | 3                  | 0                  |
| Decisión           | 2                  | 0                  |
| ------------------ | ------------------ | ------------------ |

| Resultado | Récord | Oponente      | Método                     | Evento                | Fecha                  | Ronda | Tiempo | Localización            | Notas                                                                     |  |
| --------- | ------ | ------------- | -------------------------- | --------------------- | ---------------------- | ----- | ------ | ----------------------- | ------------------------------------------------------------------------- |  |
| Victoria  | 5-0    | Thiago Alves  | TKO (golpes)               | BKFC: Knucklemania IV | 27 de abril de 2024    | 1     | 1:00   | Los Angeles, California | Regresó a peso semipesado.                                                |  |
| Victoria  | 4-0    | Eddie Alvarez | TKO (parada en la esquina) | BKFC 56               | 2 de diciembre de 2023 | 2     | 2:00   | Salt Lake City, Utah    | Regreso al peso mediano. Por el campeonato simbólico Rey de la Violencia. |  |
| Victoria  | 3-0    | Luke Rockhold | TKO (retiro)               | BKFC 41               | 29 de abril de 2023    | 2     | 1:15   | Broomfield, Colorado    | Debut en peso semipesado                                                  |  |
| Victoria  | 2-0    | Michael Page  | Decisión (Mayoritaria)     | BKFC 27: London       | 20 de agosto de 2022   | 6     | 2:00   | Londres                 | Las primeras cinco rondas terminaron en empate dividido.                  |  |
| Victoria  | 1-0    | Julian Lane   | Decisión (unánime)         | BKFC: KnuckleMania 2  | 19 de febrero de 2022  | 5     | 2:00   | Hollywood, Florida,     | Debut en peso mediano. Pelea de la noche.                                 |  |

## Récord en boxeo profesional
| Resultado | Récord | Oponente         | Método | Fecha               | Ronda | Tiempo      | Localización                                | Notas |
| --------- | ------ | ---------------- | ------ | ------------------- | ----- | ----------- | ------------------------------------------- | ----- |
| Derrota   | 0-2    | Jake Paul        | TKO    | 20 de julio de 2024 | 6     | 6 (8), 1:12 | Tampa, Florida                              |       |
| Derrota   | 0-1    | Kenneth Mc Neill | KO     | 28 de abril de 2015 | 4     | 4 (4), 0:52 | Pensacola Bay Center , Pensacola, Florida , |       |